# 烏斯特縣 (馬里蘭州)
烏斯特县（英語：Worcester County）是美国马里兰州東部的一個郡，北鄰特拉华州，南接維吉尼亞州，是該州唯一面對大西洋的縣，面積1,799平方公里。根據2020年美國人口普查，共有人口52,460人。縣治斯諾希爾（Snow Hill）。該縣成立於1742年，縣名紀念烏斯特侯爵。